# Walramplatz
Der Walramplatz ist ein zentraler Platz in der Stadt Jülich in Nordrhein-Westfalen. Der Platz wird von der Großen Rurstraße, Herzog-Wilhelm-Allee, Turmstraße und Schützenstraße begrenzt. Durch den sogenannten Hexenturm, dem Wahrzeichen Jülichs, mündet die Kleine Rurstraße auf den Platz. Neben den Haltestellen Jülich Bahnhof/ZOB und Neues Rathaus gehört er zu den drei wichtigsten Haltestellen des Busverkehrs im Jülicher Stadtgebiet.
Er liegt im Westen der Stadt an der Großen Rurstraße, welche die Hauptverbindungs- und Durchgangsstraße der Stadt ist (frühere B 1), in der Nähe der dortigen Rurbrücke und prägt damit den westlichen Stadteingang. Die Nutzung der Platzfläche wechselte im Laufe der Zeit, auch wurde die Ausdehnung des von einer Blockrandbebauung zu einem rechteckigen Platz eingefassten Areals in Richtung Westen vergrößert. Die heutige Bebauung um den Platz stammt größtenteils aus der Zeit des Wiederaufbaus nach dem Zweiten Weltkrieg. An historischen Gebäuden existiert, neben dem den Platz dominierenden Hexenturm, in der Turmstraße auf der Nordwestseite des Platzes noch Bausubstanz aus der Zeit um 1900.
Zwischenzeitlich wurde wiederholt über eine Bebauung des zentralen Bereichs des Platzes diskutiert, der inzwischen vorwiegend als PKW-Parkplatz genutzt wird. Ein Ergebnis ist jedoch aktuell (Stand April 2021) noch nicht greifbar.

## Geschichte

### Entstehung und Namensgebung
Das Areal des heutigen Walramplatzes unmittelbar vor dem Hexenturm liegt zwar außerhalb der mittelalterlichen Jülicher Ringfestung, aber innerhalb des sogenannten Festungsstreifens. Der Platz selbst entstand somit erst nach der Schleifung der Stadtbefestigung Anfang des 19. Jahrhunderts. Beschrieben wurde er als ein „Platz mit Linden“. Aufgrund der Nutzung als Viehmarkt sprach die Bevölkerung vom Viehmarkt oder Pferdemarkt.
Die Umbenennung in „Walramplatz“ erfolgte 1902. Namensgeber ist Graf Walram, der zweite Sohn von Graf Wilhelm IV. von Jülich. Er regierte die Grafschaft Jülich von 1278 bis zu seinem Tod im Jahre 1297.
Der Platz wurde im Jahr 1937 umgestaltet. Entlang der Großen Rurstraße entstand eine Blumenrabatte.

### Zweiter Weltkrieg und Wiederaufbau
Im Zweiten Weltkrieg wurde Jülich fast vollständig zerstört, vor allem durch die verheerende Bombardierung des 16. November 1944. Auch der den Platz begrenzende Hexenturm erlitt erhebliche Schäden. Durch die Ruine hindurch verkehrte noch lange Jahre nach dem Krieg eine Trümmerbahn. Der Wiederaufbau des Turms in der Form des 17. Jahrhunderts zog sich bis Mitte der 1960er Jahre hin, im Jahr 1963 erhielt er wieder seine typischen Zwiebeltürme und damit nach fast zwei Jahrzehnten endlich wieder sein charakteristisches Erscheinungsbild.
Im Zuge des Wiederaufbaus in den 1950er Jahren wurde der Walramplatz zunächst komplett freigeräumt  und erhielt langsam seine heutige Gestalt, insbesondere wurde die Große Rurstraße deutlicher vom Platz abgegrenzt. Zudem wurde der Platz in Richtung der Herzog-Wilhelm-Allee erweitert und übernahm ab 1952 die Funktion des Kirmesplatzes vom zu klein gewordenen Marktplatz. Der Marktplatz diente damals außerdem für den noch geringen PKW-Verkehr als Parkplatz sowie bis 1963 als zentrale Bushaltestelle der Stadt. In Fahrplänen und Umgangssprache wurde damals der Markt als „Omnibusbahnhof“ bezeichnet, angesichts wachsenden Verkehrs war er dieser Aufgabe jedoch immer weniger gewachsen. Bereits 1952 hielten dort täglich 150 Linienbusse.

### Omnibusbahnhof

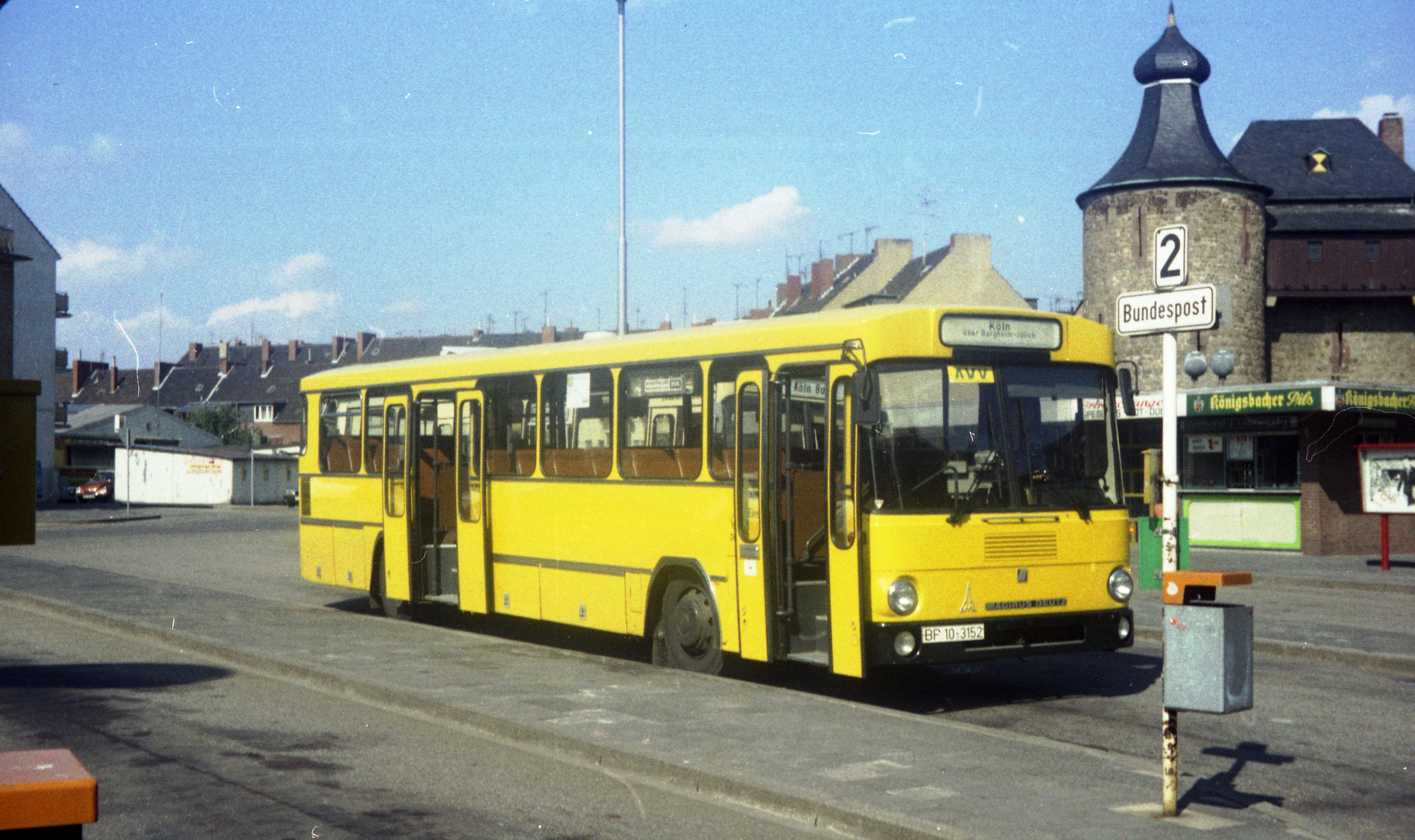
Postbus nach Köln, August 1979

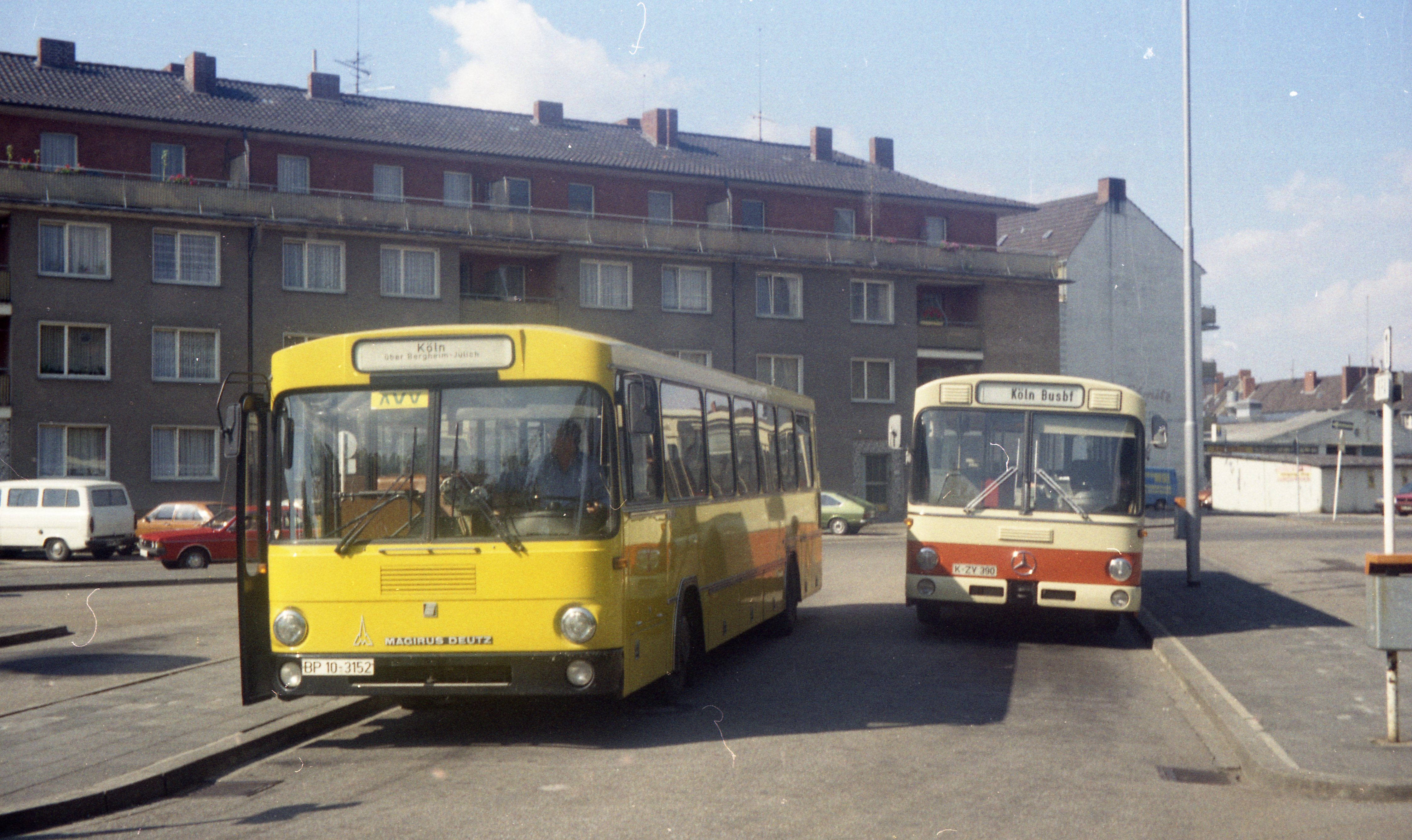
Post- und RVK-Bus, August 1979

Am 20. November 1961 beschloss man, einen modernen Omnibusbahnhof auf dem Walramplatz einzurichten. In Betrieb genommen wurde er am 14. April 1963, unmittelbar nach den Osterferien und somit zum damaligen Schuljahrsbeginn. Gleichzeitig wurden die Fahrtrouten derjenigen Buslinien, die bislang durch die Kölnstraße verliefen, auf die heutige Große Rurstraße (damals Hubertusstraße) verlegt, lediglich die seit 1960 verkehrenden Werksbusse der Kernforschungsanlage Jülich (KFA) fuhren noch bis zum offiziellen Fahrplanwechsel am 26. Mai 1963 durch die Kölnstraße. Während des Sommers 1963 wurde im Stil der Zeit ein kleines fünfeckiges Betriebsgebäude mit Flachdach erbaut, das unter anderem einen Kiosk, einen Laden, eine kleine Wartehalle, einen Pausenraum für Busfahrer, einen Münzfernsprecher und einen Fahrkartenverkauf beherbergte; rechtzeitig zur kühlen Jahreszeit wurde es im Herbst 1963 fertiggestellt. Zu diesem Zeitpunkt verkehrten bereits 330 Busse pro Tag.
Von Beginn an umfasste der Omnibusbahnhof neun Bussteige. Jedem Verkehrsunternehmen war ein eigener Bussteig zugewiesen: der Bundesbahn Bussteig 1, der Bundespost die Bussteige 2 bis 5 und der kommunalen Düsseldorfer Rheinbahn Bussteig 6. Auch die Deutsche Touring erhielt einen eigenen Bussteig (7), obwohl sie nur ein Fahrtenpaar am Tag anbot, nämlich den seit Mai 1951 verkehrenden Fernbus zwischen Frankfurt (Main) und Brüssel. Bussteig 8 blieb als Reserve zunächst frei, Bussteig 9 hatte eine Sonderstellung: Er war der längste von allen und lag fast senkrecht zu allen anderen. Anfangs war er für den KFA-Werksverkehr vorgesehen, später jedoch wurde der vergleichsweise übersichtliche KFA-Verkehr auf Bussteig 1 verlegt, während der starke und noch weiter expandierende Bahnbus-Verkehr vom kleinen Bussteig 1 auf den passenderen Bussteig 9 wanderte, wo sich Busse problemlos gegenseitig überholen konnten. Diesen Tausch erleichtert haben mag der Umstand, dass der KFA-Werkverkehr gemeinsam von KFA und Bundesbahn organisiert wurde.

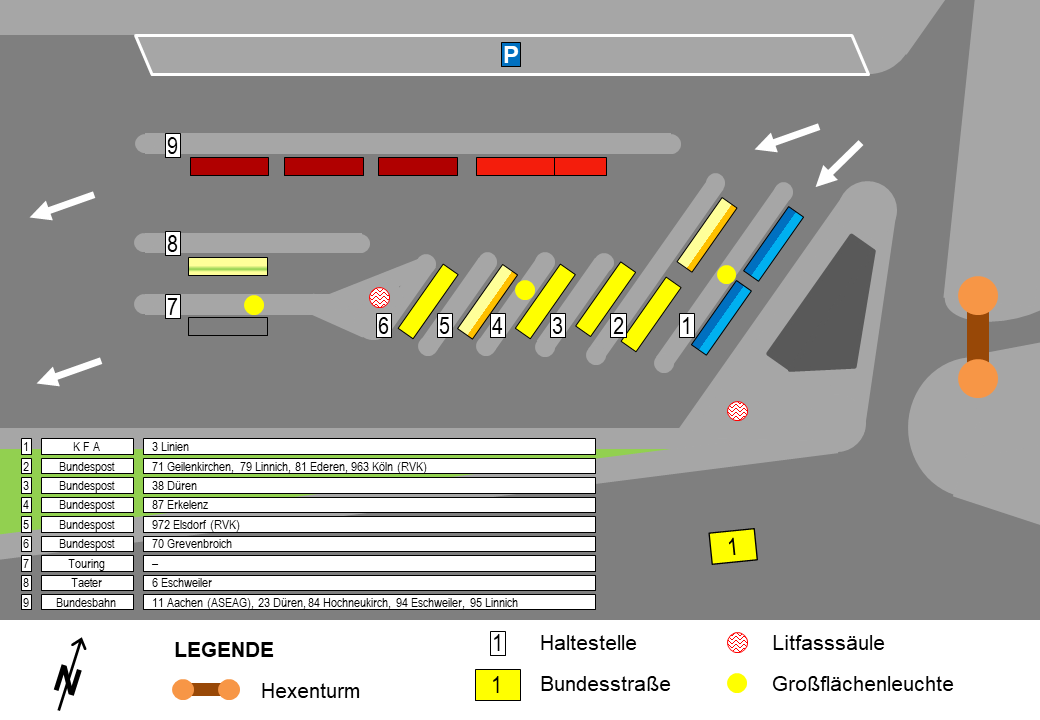
Lageskizze des Busbahnhofs am Walramplatz mit Haltestellenbelegung und Bus-Farben gemäß Sommerfahrplan 1980

Die Belegung im Einzelnen, gültig für den Sommerfahrplan 1980 (einschließlich Fahrtenanzahl an Mo–Fr), zeigt ein erhebliches Ungleichgewicht bei der Verteilung der Busse, was offensichtlich dadurch bedingt ist, dass die Verteilung der Bussteige auf die einzelnen Betreiber nicht an die sich verändernden Gegebenheiten angepasst wurde (vom Tausch KFA/Bahnbus abgesehen):
- Bussteig 1 = 12 Abfahrten: KFA-Werksverkehr (3 Linien: über Neues Rathaus, über Heckfeld, über Nordviertel)
- Bussteig 2 = 31 Abfahrten: Bundespost-Linien 71 (5 Busse nach Geilenkirchen), 79 (10 Busse nach Linnich über Koslar), 81 (4 Post(!)busse nach Ederen) sowie RVK-Linie 963 (12 Busse nach Köln, zuvor Bundespost)
- Bussteig 3 = 10 Abfahrten: Bundespost-Linie 38 (nach Düren  des Platzesüber Niederzier)
- Bussteig 4 = 8 Abfahrten: Bundespost-Linie 87 (nach Erkelenz)
- Bussteig 5 = 7 Abfahrten: RVK-Linie 972 (nach Elsdorf über Rödingen, zuvor Bundespost)
- Bussteig 6 = 8 Abfahrten: Bundespost-Linie 70 (nach Grevenbroich, ehemalige Rheinbahn-Linie nach Düsseldorf)
- Bussteig 7 = keine Abfahrten (bis 1971/72 Touring-Linie 1 Buspaar pro Tag)
- Bussteig 8 = 6 Abfahrten: ASEAG-Linie 6 (nach Eschweiler über Dürwiß, beschildert mit „Taeter“ und durchgeführt meist mit Fahrzeugen der Fa. Horst Taeter Eschweiler – nicht zu verwechseln mit Taeter Aachen)
- Bussteig 9 = 96 Abfahrten: Bundesbahn-Linien 23 (17 Busse nach Düren über Krauthausen), 84 (15 Busse nach Hochneukirch über Titz), 94 (13 Busse nach Eschweiler über Inden), 95 (23 Busse nach Linnich über Broich) sowie ASEAG-Linie 11 (28 Busse nach Aachen) = 96 Busse

„Vor zehn Jahren [also 1970] konnte man sich auf dem Jülicher Busbahnhof noch an einer übersichtlichen Tafel mit großen Zahlen über Abfahrtszeiten und Bussteige informieren. Heute nichts mehr dergleichen (von einigen schreibmaschinengeschriebenen Blättern im Innern des Wartehäuschens, das oft verschlossen ist und wo sie nur der Experte findet, abgesehen). Wer ohne entsprechende Erfahrung unter den an normalen Werktagen dort (ohne Werkverkehr KFA) täglich in 14 Richtungen abfahrenden 256 Omnibussen seinen richtigen finden will, der muß, am besten mit einer Lupe ausgerüstet, alle Haltestellenpfosten absuchen. An der Spitze stehen nämlich, statt weithin sichtbarer Richtungsangaben, so lehrreiche Aufschriften wie „Bundespost“, „RVK“, „AVV“ …, eine jede ein Dokument der Unfähigkeit der Verantwortlichen, sich vorzustellen, welche Information der Kunde wirklich braucht.“

Sah es lange Jahre so aus, als würde Jülich Zug um Zug seinen gesamten Eisenbahnverkehr verlieren und dementsprechend der Busbahnhof der zentrale Knoten des öffentlichen Nahverkehrs werden, so änderte sich die Situation durch die Übernahme der letzten verbliebenen Bundesbahnstrecke nach Düren durch die Dürener Kreisbahn (DKB) im Jahre 1993. 1997/98 wurde am Jülicher Bahnhof ein neuer Zentraler Omnibusbahnhof (ZOB) mit mehreren Bussteigen erbaut, so dass der alte Busbahnhof am Walramplatz seine ihm ursprünglich zugedachte Funktion als alleiniger Busverkehrsknoten verlor und seitdem überwiegend als Durchgangshaltestelle und für manche Linien als Pausenparkplatz dient. In den Folgejahren wurden die Haltestellen von den Bussteigen innerhalb des Walramplatzes hinaus in die Große Rurstraße verlegt, was den Bussen eine Zeitersparnis brachte. (Ähnlich ging man in den 1980er Jahren auch beim Aachener Bushof mit zahlreichen durchgehenden Linien vor, darunter die nach Jülich.) Der eigentliche Walramplatz wird seitdem als Parkplatz genutzt, auch wenn die alten Bussteige noch heute erkennbar sind.

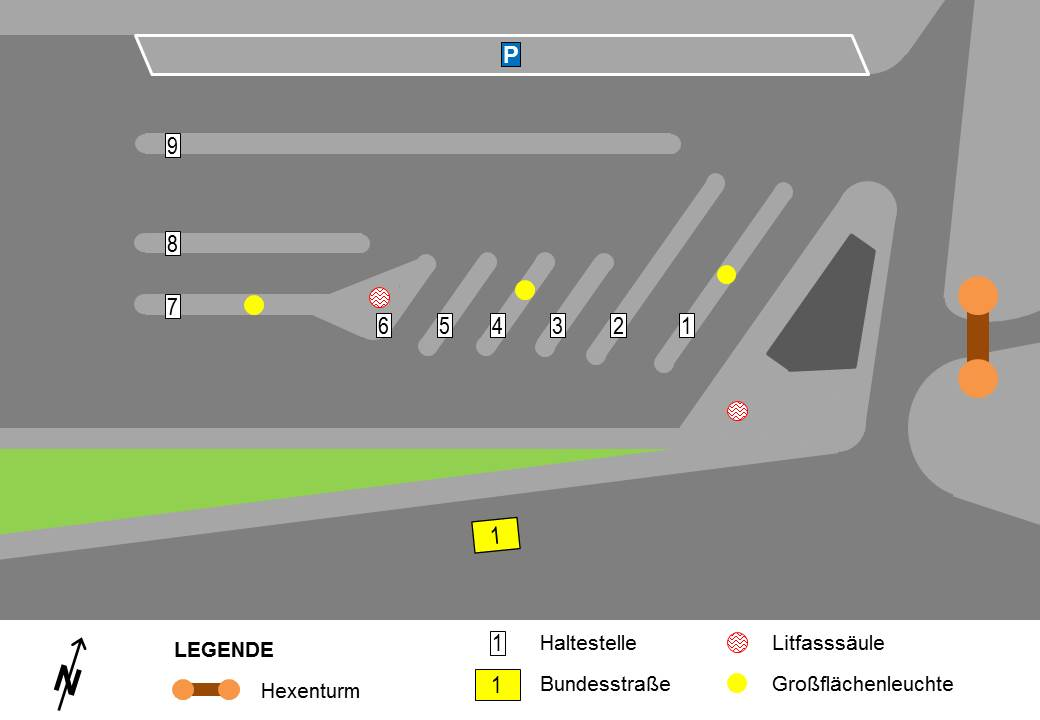
Lageskizze des Omnibusbahnhofs am Walramplatz, Zustand um 1970
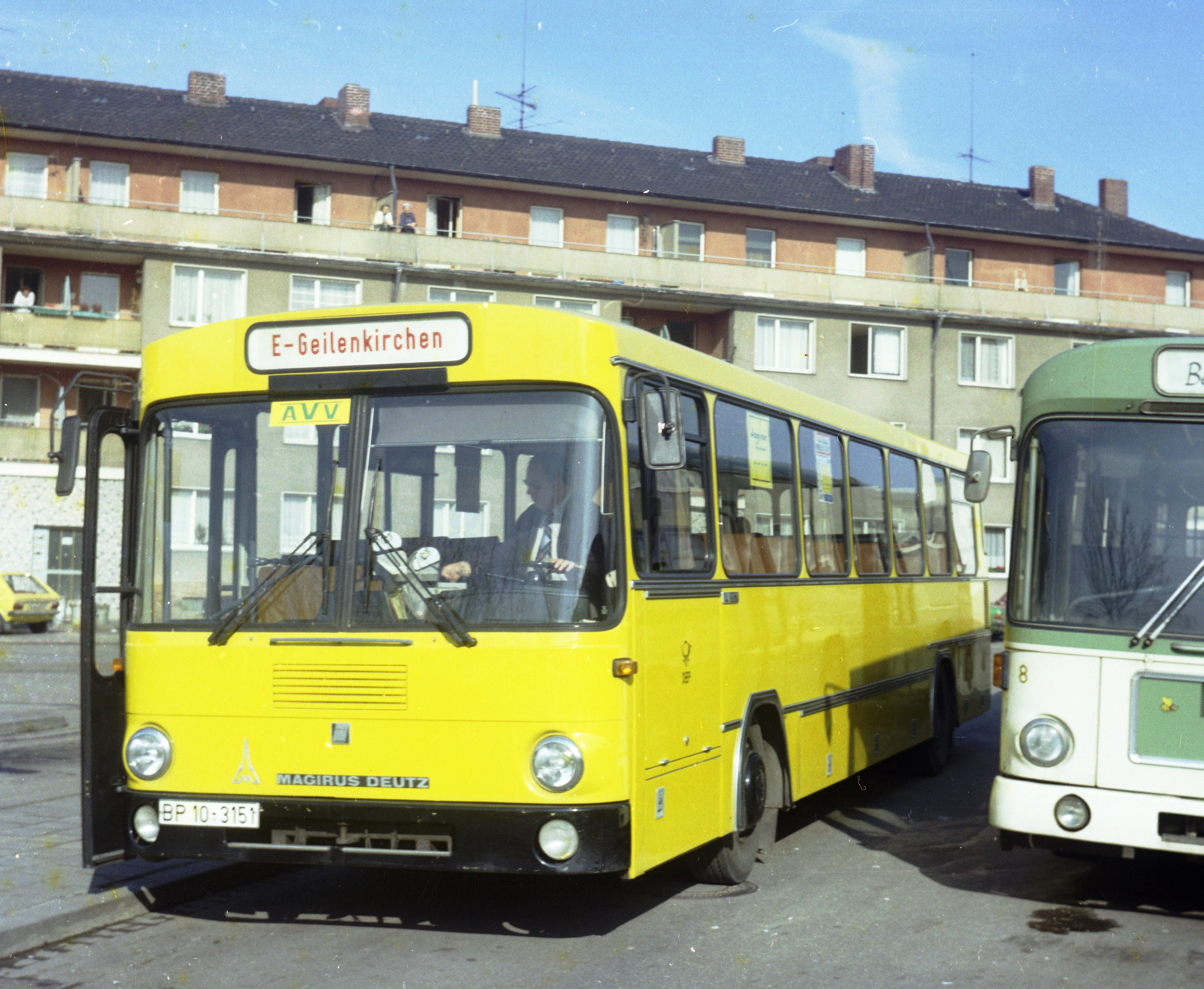
Eilbus Köln – Geilenkirchen, Februar 1979

### Umgestaltung und neue Bebauung
Im Mai 2019 wurde bekannt, dass der Walramplatz umgestaltet und mit einem neuen Gebäude bebaut werden soll. Geplant war die Errichtung einer 1300 Quadratmeter großen Rewe-Filiale bis Mitte 2021. Im Juni 2020 wurde von Verzögerungen bei der Umsetzung der Planung zur Bebauung berichtet, da laut einem Vertrag aus dem Jahr 1928 die Stadt Jülich eine Ablösesumme an den Preußischen Staat zu zahlen habe.
Im November 2020 wurde entschieden, den neuen Bebauungsplan noch einmal neu zu verabschieden, um für Rechtssicherheit zu sorgen. Damit ist mit einem genehmigten neuen Bebauungsplan nicht vor Mitte 2022 zu rechnen.

## Heutige Nutzung
Heute wird der Walramplatz überwiegend als Parkfläche für PKW genutzt.
Im ÖPNV wird die Haltestelle „Walramplatz“ wochentags von praktisch allen Jülich berührenden Buslinien des Aachener Verkehrsverbunds angefahren. Am Wochenende verkehren einige Linien allerdings nur bis zum ZOB am Jülicher Bahnhof.
| Linie       | Betreiber | Verlauf |
| ----------- | --------- | --- |
| 6           | ASEAG     | (Talbahnhof/Raiffeisenplatz – Krankenhaus –) Eschweiler Bushof – Dürwiß – Neu-Lohn – Fronhoven – (Weiler-Hausen – Niedermerz –) Aldenhoven – Bourheim – Jülich Walramplatz – Neues Rathaus – Jülich Bf/ZOB                                                              |
| 216         | Rurtalbus | Düren Kaiserplatz – StadtCenter – Bahnhof/ZOB – Birkesdorf – Hoven – Merken – Schophoven – Viehöven – Kirchberg – Jülich Walramplatz – Neues Rathaus – Jülich Bf/ZOB |
| 220         | Rurtalbus | Aachen Bushof – Ludwig Forum – Talbot – Mariadorf – Hoengen – (Bettendorf – Siersdorf –) Schleiden – Aldenhoven – Neubourheim – Jülich Walramplatz – Neues Rathaus – Bahnhof/ZOB – (Krankenhaus – Solar Campus –) (Forschungszentrum Bf RTB ←) Forschungszentrum Jülich |
| 223         | Rurtalbus | (Huchem-Stammeln – Selhausen – Krauthausen –) Daubenrath – Selgersdorf – Altenburg – Jülich Bf/ZOB – Jülich Neues Rathaus – Walramplatz |
| 235         | Rurtalbus | (Verstärkerfahrten) Girbelsrath – Merzenich – Ellen – Oberzier – Niederzier – Hambach – Stetternich – Jülich Neues Rathaus – Walramplatz |
| 238         | Rurtalbus | Düren Bf/ZOB – StadtCenter – Arnoldsweiler – Ellen – Oberzier – Niederzier (– Berg) – Hambach – Stetternich – Jülich Bf/ZOB – Jülich Neues Rathaus – Walramplatz |
| 267         | Rurtalbus | (Verstärkerfahrten) Broich – Jülich Walramplatz – Inden/Altdorf – Langerwehe Schulzentrum |
| 270         | Rurtalbus | (Jülich Schulzentrum –) Walramplatz – (Neues Rathaus →) Jülich Bf/ZOB – Krankenhaus – Lich-Steinstraß – Solar Campus – Pattern – Mersch – Sevenich – Spiel – Hasselsweiler – Titz                                                                                       |
| 271         | Rurtalbus | (Verstärkerfahrten) Titz – Jülich |
| 274         | Rurtalbus | (Verstärkerfahrten) Barmen Haus Overbach – Aldenhoven / Jülich / Linnich / Titz |
| 279         | Rurtalbus | (Jülich Schulzentrum – Krankenhaus –) Jülich Bf/ZOB – Jülich Neues Rathaus – Walramplatz – Neubourheim – Koslar – Barmen – Merzenhausen – Ederen – Welz – (Floßdorf ←) Rurdorf – Linnich Rathaus – Linnich-SIG Combibloc                                                |
| 281         | Rurtalbus | Jülich Bf/ZOB – Jülich Neues Rathaus – Walramplatz – Neubourheim – Koslar – Barmen – Merzenhausen – Ederen – Freialdenhoven – Aldenhoven |
| 284         | Rurtalbus | (Jülich Schulzentrum – Walramplatz – Neues Rathaus →) Jülich Bf/ZOB – Stetternich – Welldorf – Güsten – Höllen – Rödingen – Kalrath – Ameln – Titz – (Opherten – Mündt –) Jackerath                                                                                     |
| 294         | Rurtalbus | (Jülich Schulzentrum –) Walramplatz – Neues Rathaus – Jülich Bf/ZOB – Kirchberg – Viehöven – Schophoven – Merken – Inden/Altdorf – Lucherberg – Lamersdorf – Frenz – RWE/Kraftwerk – Weisweiler Frankenplatz – Weisweiler Bf                                            |
| SB20        | Rurtalbus | Schnellbus: Aachen Bushof – Ludwig Forum – Neubourheim – Jülich Walramplatz – Neues Rathaus – (Jülich Bf/ZOB –) Krankenhaus – Solar Campus – (Forschungszentrum Bf RTB ←) Forschungszentrum Jülich                                                                      |
| SB70        | Rurtalbus | Schnellbus: Jülich Walramplatz – (Neues Rathaus →) Jülich Bf/ZOB – Krankenhaus – Solar Campus – Brainergy Park – Mersch – Titz |
| RufBus 223  | Rurtalbus | Rufbus: Jülich Walramplatz – Neues Rathaus – Jülich Bf/ZOB – Altenburg – Selgersdorf – Daubenrath (Mo–Fr tagsüber) |
| RufBus 279  | Rurtalbus | Rufbus: Jülich Bf/ZOB – Jülich Neues Rathaus – Walramplatz – Koslar – Barmen – Merzenhausen – Ederen – Welz – Rurdorf – Linnich-SIG Combibloc (Sa tagsüber) |
| RufBus 294b | Rurtalbus | Rufbus: Jülich Walramplatz – Neues Rathaus – Jülich Bf/ZOB – Kirchberg – Viehöven – Schophoven (Sa tagsüber) |
| N1          | Rurtalbus | Nachtbus: nur in den Nächten Fr/Sa und Sa/So Düren Bf/ZOB → Kaiserplatz → Birkesdorf → Huchem-Stammeln → Jülich → Niederzier → Arnoldsweiler |
| Disco-Bus   | Rurtalbus | DiscoBus: nur in den Nächten Fr/Sa (kein AVV-Tarif) Jülich Neues Rathaus – Walramplatz – Koslar – Barmen – Abwz. Floßdorf – Rurdorf – Linnich Rathaus – Glimbach – Körrenzig – Rurich – Baal Bf – Abzw. Doverheide – Hückelhoven – Himmerich                            |

Auf dem Platz befindet sich eine Carsharing-Station.